# Амречье
Амречье (каз. Әміреші) — упразднённое село в Узункольском районе Костанайской области Казахстана. Входило в состав Чапаевского сельского округа. В 2017 году включено в состав села Речного того же района. Код КАТО — 396665200.
Находится южнее Бабьего озера и 2 км севернее Речного озера. В 3 км к востоку находится озеро Сарыоба.

## Население
В 1999 году население села составляло 178 человек (96 мужчин и 82 женщины). По данным переписи 2009 года, в селе проживало 57 человек (33 мужчины и 24 женщины).